# رومان باسك
رومان باسك (بالفرنسية: Romain Basque) (30 يونيو 1995 بدييب في فرنسا - ) هو لاعب كرة قدم فرنسي في مركز الوسط.

## روابط خارجية
- رومان باسك على موقع رابطة كرة القدم الفرنسية للمحترفين (الإنجليزية)
- رومان باسك على موقع قاعدة بيانات كرة القدم.إي يو (الإنجليزية)
- رومان باسك على موقع ليكيب (الفرنسية)
- رومان باسك على موقع Soccerway.com (الإنجليزية)